# 니훙 (펜싱 선수)
니훙(중국어 간체자: 倪红, 정체자: 倪紅, 병음: Ní Hóng, 한자음: 예홍, 1986년 2월 8일~)은 중화인민공화국의 펜싱 선수로 주 종목은 사브르이다. 2008년 하계 올림픽에서 여자 사브르 단체전 은메달을 획득했고 세계 선수권 대회에서 동메달 1개를 획득했다.